# Fulgor Libertas Forlì 2014-2015
La Fulgor Libertas Forlì 2014-2015 aveva iniziato a prendere parte al campionato dilettantistico italiano di Serie A2 Gold, prima di ritirarsi nel gennaio 2015 a stagione in corso.

## Stagione
La società romagnola, dopo la retrocessione nella stagione 2013-2014, viene nuovamente ripescata: questa volta a farle posto è la Mens Sana Siena dichiarata fallita dopo il crack Montepaschi.
Agli inizi di agosto si verifica un cambio ai vertici societari, con la carica di presidente che passa formalmente a Mirela Chirisi, affiancata dal marito bolognese Massimiliano Boccio, già ex sponsor della Virtus Bologna con la sua Caffè Maxim. La coppia viene introdotta a Forlì dal bolognese Alberto Bucci, uno dei più noti allenatori italiani di sempre, che viene nominato anche nuovo general manager. La posizione di team manager viene invece affidata a Lino Frattin.
Il 6 agosto, in una conferenza stampa di presentazione, Massimiliano Boccio presenta la volontà di rendere la Fulgor Libertas la prima società cestistica quotata in borsa grazie a un aumento di capitale di 5 milioni di euro.
Il 12 agosto viene ufficializzato il nuovo allenatore Alessandro Finelli. In data 21 agosto viene presentato alla stampa il primo acquisto, l'ex capitano ai tempi della B1 Matteo Frassineti. Il 26 agosto viene presentata la squadra all'Hotel Globus, i giocatori che fanno parte della rosa sono Sani Bečirovič, Davide Bruttini, Marco Carraretto, il confermato Lorenzo Saccaggi, il giovane Lorenzo Brighi proveniente dai Crabs Rimini e l'under Luca Agatensi. A questi giocatori sono stati aggregati alla squadra (in attesa di essere contrattualizzati o meno) Davide Andreaus nell'ultima stagione a Ferrara, il centro Ivica Radić, la guardia americana Marshall Henderson e gli under Luca Brunelli e Stefano Saletti.
Al termine del ritiro in Trentino viene ingaggiata la guardia americana Ty Abbott, inoltre il 24 settembre la Fulgor Libertas annuncia il colpo Andrija Žižić, fresco vincitore dell'ultima edizione dell'Eurolega e già compagno di squadra di Bečirovič al Panathinaikos. Forlì completa il roster con la comunicazione degli ingaggi di Andreaus, già attivo dall'inizio della preparazione estiva, e dell'ala Michele Antonutti, annunciato a sorpresa il 25 settembre al PalaGalassi da Boccio durante la presentazione della squadra.
Nel frattempo l'Olimpia Matera presenta ricorso contro l'iscrizione di Forlì, chiedendo il ripescaggio in Serie A2 Gold ai danni della formazione romagnola, contestandone la tempistica dell'iscrizione e le modalità di pagamento. Il ricorso è stato poi respinto per un vizio di forma.
Il campionato inizia, ma Antonutti non viene tesserato complici i problemi societari, finendo alla Juvecaserta in Serie A. Il 18 novembre giocatori e staff non si sono allenati per via di uno sciopero contro la dirigenza, spiegando di non aver ricevuto gran parte delle mensilità, oltre al fatto di dover affrontare altre difficoltà logistiche legate ad alloggi e bollette, nel frattempo gli stranieri lasciano la città. In un'intervista pubblicata sul sito Forlibasket.it, Boccio afferma di essere all'estero per monetizzare un titolo J.P. Morgan in suo possesso.
Forlì gioca le successive partite schierando solo giocatori italiani: il 23 novembre vince in casa contro Casalpusterlengo, una settimana dopo perde a Ferentino. Il 3 dicembre Abbott si accasa ufficialmente in Turchia all'Eskişehir, addio seguito da quello di altri giocatori. Il 5 dicembre la squadra subisce una penalizzazione di 3 punti in classifica a causa del ritardo nel pagamento della seconda rata dei premi NAS.
I giocatori della prima squadra nel frattempo lasciano la città: scendono così in campo gli Under-19, che perdono 34-119 in casa contro Trieste e 125-37 sul campo di Verona. La partita casalinga del 28 dicembre contro Veroli viene rinviata all'8 gennaio su richiesta della società ciociara. A fine mese il comune di Forlì e la proprietà del PalaGalassi annunciano di non voler più mettere a disposizione l'impianto a fronte del debito pregresso.
Il 2 gennaio 2015 diventa ufficiale il ritiro della squadra dal campionato, mentre ad aprile la società viene dichiarata fallita. Nel corso dell'estate 2015, alcuni organi di stampa riportano la notizia secondo cui Boccio sarebbe indagato insieme alla moglie per truffa aggravata, aumento fittizio del capitale sociale, infedeltà patrimoniale e bancarotta fraudolenta.

## Dettaglio partite
| Gior. | Data             | Partita                                            | Ris. | Mvp Forlì | Scarto | Spettatori |
| 1     | 5 ottobre 2014   | Basket Barcellona - Fulgor Libertas Forlì          |      |           |        |            |
| 2     | 12 ottobre 2014  | Fulgor Libertas Forlì - Fortitudo Agrigento        | -    | -         | -      | -          |
| 3     | 16 ottobre 2014  | Givova Napoli - Fulgor Libertas Forlì              | -    | -         | -      | -          |
| 4     | 19 ottobre 2014  | Dinamica Generale Mantova - Fulgor Libertas Forlì  | -    | -         | -      | -          |
| 5     | 26 ottobre 2014  | Fulgor Libertas Forlì - Fileni BPA Jesi            | -    | -         | -      | -          |
| 6     | 2 novembre 2014  | Manital Torino - Fulgor Libertas Forlì             | -    | -         | -      | -          |
| 7     | 9 novembre 2014  | Fulgor Libertas Forlì - Angelico Biella            | -    | -         | -      | -          |
| 8     | 15 novembre 2014 | Lighthouse Trapani - Fulgor Libertas Forlì         | -    | -         | -      | -          |
| 9     | 23 novembre 2014 | Fulgor Libertas Forlì - Assigeco Casalpusterlengo  | -    | -         | -      | -          |
| 10    | 30 novembre 2014 | FMC Ferentino - Fulgor Libertas Forlì              | -    | -         | -      | -          |
| 11    | 7 dicembre 2014  | Fulgor Libertas Forlì - Centrale del Latte Brescia | -    | -         | -      | -          |
| 12    | 14 dicembre 2014 | Fulgor Libertas Forlì - Pallacanestro Trieste 2004 | -    | -         | -      | -          |
| 13    | 21 dicembre 2014 | Tezenis Verona - Fulgor Libertas Forlì             | -    | -         | -      | -          |
| 14    | 28 dicembre 2014 | Fulgor Libertas Forlì - Veroli Basket              | -    | -         | -      | -          |
| 15    | 4 gennaio 2015   | Novipiù Casale Monferrato - Fulgor Libertas Forlì  | -    | -         | -      | -          |
| 16    | 11 gennaio 2015  | Fulgor Libertas Forlì - Basket Barcellona          | -    | -         | -      | -          |
| 17    | 18 gennaio 2015  | Fortitudo Agrigento - Fulgor Libertas Forlì        | -    | -         | -      | -          |
| 18    | 22 gennaio 2015  | Fulgor Libertas Forlì - Givova Napoli              | -    | -         | -      | -          |
| 19    | 25 gennaio 2015  | Fulgor Libertas Forlì - Dinamica Generale Mantova  | -    | -         | -      | -          |
| 20    | 1º febbraio 2015 | Fileni BPA Jesi - Fulgor Libertas Forlì            | -    | -         | -      | -          |
| 21    | 7 febbraio 2015  | Fulgor Libertas Forlì - Manital Torino             | -    | -         | -      | -          |
| 22    | 15 febbraio 2015 | Angelico Biella - Fulgor Libertas Forlì            | -    | -         | -      | -          |
| 23    | 21 febbraio 2015 | Fulgor Libertas Forlì - Lighthouse Trapani         | -    | -         | -      | -          |
| 24    | 1º marzo 2015    | Assigeco Casalpusterlengo - Fulgor Libertas Forlì  | -    | -         | -      | -          |
| 25    | 14 marzo 2015    | Fulgor Libertas Forlì - FMC Ferentino              | -    | -         | -      | -          |
| 26    | 22 marzo 2015    | Centrale del Latte Brescia - Fulgor Libertas Forlì | -    | -         | -      | -          |
| 27    | 29 marzo 2015    | Pallacanestro Trieste 2004 - Fulgor Libertas Forlì | -    | -         | -      | -          |
| 28    | 4 aprile 2015    | Fulgor Libertas Forlì - Tezenis Verona             | -    | -         | -      | -          |
| 29    | 12 aprile 2015   | Veroli Basket - Fulgor Libertas Forlì              | -    | -         | -      | -          |
| 30    | 15 aprile 2015   | Fulgor Libertas Forlì - Novipiù Casale Monferrato  | -    | -         | -      | -          |